# Tarchonanthus
Tarchonanthus là một chi thực vật có hoa trong họ Cúc (Asteraceae).

## Loài
Chi Tarchonanthus gồm các loài: